# 氨基磺酸镍
氨基磺酸镍（Nickel aminosulfonate），别名磺酰胺酸镍，化学式Ni(NH2SO3)2，一般为四水合物的形式存在。

## 制备
氨基磺酸与镍粉或是碳酸镍在酸性环境下反应，生成氨基磺酸镍。
{\displaystyle \mathrm {NiCO_{3}+2\ HSO_{3}NH_{2}\longrightarrow Ni(SO_{3}NH_{2})_{2}+CO_{2}+H_{2}O} }

## 性质
氨基磺酸镍是绿色易潮解结晶，易溶于水。它在水中的溶解度高到不能从溶液中重结晶，因此通常以以浓缩溶液的形式提供。

## 用途
氨基磺酸镍主要用于镀镍。